# Orquestra Àrab de Barcelona
L'Orquestra Àrab de Barcelona és un grup musical format el 2004 i establert a Barcelona, liderat i dirigit per Mohamed Soulimane. Han col·laborat amb artistes tan diferents com Omar Faruk, Lucrecia, Paco Ibáñez i Omar Sosa, i han sigut l'orquestra resident a l'Auditori de Barcelona. Han enregistrat tres discos investigant, des de l'arrel àrab, nous ritmes i arranjaments mediterranis, cantant versos de Jacint Verdaguer, amb lletres en àrab, català, castellà i anglès.

## Discografia
- Báraka (2006)

- Maktub (2008)
- Libertad (2011)[2]

## Membres
- Mohamed Soulimane, violí i direcció musical
- Mohammed Bout, veu
- Aziz Khodari, veu, percussió
- Achraf zerouali, teclats oriental
- Jordi Gaig, teclats
- Joan Rectoret, baix, contrabaix
- Sergio Ramos, bateria[3]